# Ángela Figuera Aymerich
Ángela Figuera Aymerich (* 30. Oktober 1902 in Bilbao; † 2. April 1984 in Madrid) war eine spanische Schriftstellerin und Vertreterin der „Generation der Entwurzelten“ (Poesía desarraigada), der ersten spanischen Schriftstellergeneration nach dem Bürgerkrieg (Generación del 36).

## Leben
Sie wurde in Bilbao als erstgeborene Tochter von neun Kindern von Amelia Aymerich, gebürtig aus dem Valenciana, und Jesús Ángel Figuera, gebürtig aus Havanna und Professor an der Schule für Industrieingenieure, geboren. Sie besuchte die Schule Sagrado Corazón und machte 1924 ihr Abitur am Instituto Provincia. 1925 begann sie ein Studium der Philosophie und der Literatur in Valladolid, das sie in Madrid beendete, nachdem die Familie 1930 dorthin gezogen war. Nach ihrem Studium arbeitete sie in einer italienischen Importfirma, Aceros Poldi, und 1931 an der öffentlichen Decroly-Schule in Madrid und ein Jahr später an der Montessori-Schule. 1933 erhielt sie den Lehrstuhl für Sprache und Literatur an Gymnasien und heiratete ihren Cousin, den Ingenieur Julio Figuera. Sie wurde an das Gymnasium in Huelva versetzt, wo ihr erstes Kind bei der Geburt starb. Sie kehrte nach Madrid zurück, wo sie bei Ausbruch des Spanischen Bürgerkriegs lebte. Ihr Mann, ein Sozialist, trat in die republikanische Armee ein. Am 30. Dezember 1936 wurde ihr Sohn Juan Ramón inmitten eines Bombardements geboren. Im Februar 1937 wurden Figuera Aymerich und ihre Familie nach Valencia evakuiert, wo sie am Gymnasium in Alcoy und später das Gymnasium in Murcia arbeitete. Gegen Ende des Krieges wurde sie durch die franquistische Säuberung des spanischen Lehrkörpers entlassen. Sie kehrten nach Madrid zurück und zogen eine Zeit lang mit ihrem Sohn nach Soria.
1948 veröffentlichte sie Mujer de barro („Frau aus Lehm“) und ein Jahr später „Soria pura“ („Einfach Soria“). Es handelte sich um symbolistische Poesie. Beide Werke hatten wegen ihrer Sinnlichkeit und verschleierten Erotik Probleme mit der Zensur gehabt. Es schloss sich eine Phase hoher Produktivität an, die mit der Veröffentlichung ihres dritten Buches Vencida por el ángel („Überwältigt von einem Engel“) beginnt und zwei Jahrzehnte andauert. In dieser Phase knüpft sie an das extreme Elend, den Hunger und die Verwüstung an, in die die Sieger des Bürgerkriegs die Besiegten gestürzt hatten.
Ab 1952 arbeitete sie in der Nationalbibliothek von Madrid, und 1954 trat sie in den Dienst der „Bibliobusse“, die Bücher in die Außenbezirke von Madrid brachten. Sie schrieb El grito inútil („Der vergebliche Schrei“) und veröffentlichte 1953 die Werke Víspera de la vida („Abend des Lebens“) und Los días duros („Die schweren Tage“).
1957 erhielt sie ein Stipendium für ein Studium in Paris und lernte Pablo Neruda kennen, der ihr einen an die spanischen Dichter gerichteten Brief gab, in dem er zu einer „universalización del canto poético“. 1958 veröffentlichte sie  Belleza cruel mit einem Prolog von León Felipe. Darin sammelte sie eine Reihe von wütenden und kritischen Gedichten, deren Veröffentlichung die Zensur nicht erlaubt hätte. Aus diesem Grund schickte sie das Werk an in Mexiko lebende Freunde, die es für den von der „Union der Intellektuellen im Exil“ ausgelobtenLyrikpreis Nueva España einreichten.
1961 zog sie zu ihrem Mann nach Avilés, wo Julio Figuera eine Stelle als Ingenieur bei der Firma Ensidesa angenommen hatte. In diesem Jahr wurde ihre Primera antología in Caracas veröffentlicht. Im folgenden Jahr veröffentlichte sie Toco la tierra. Letanias. Danach wandte sie sich zunehmend vom Literaturbetrieb ab.
Im Frühwerk von Figuera Aymerich kann man noch den Einfluss von Antonio Machado und die Intimität von Juan Ramón Jiménez in Verbindung mit dem Alltäglichen und der Landschaft erkennen. Schnell tritt in ihrem Werk aber eine engagiertere Sicht der Welt in den Vordergrund und sie entwickelt eine „soziale Poesie“. Ihre Sprache bleibt dabei einfach; sie versucht immer, den Menschen eine Botschaft zu vermitteln. Ihre Dichtung wurde von anderen Autoren geschätzt und in diverse Sprachen übersetzt.
1966 besuchte sie die Sowjetunion und 1969 Mexiko, auf Einladung des Exil-Buchhändlers Alfredo Gracia. Nach der Pensionierung ihres Mannes zog das Ehepaar 1971 zurück nach Madrid und begleitet, ohne sich jemals wieder in die literarische Welt zu integrieren, die Transition in Spanien kritisch. 1979 präsentierte sie das Kinderbuch Cuentos tontos para niños listos („Alberne Geschichten für schlaue Kinder“).
Nach mehrmonatiger Krankheit starb sie am 2. April 1984.
Ihre Obras completas wurden 1986 veröffentlicht. Zu ihrem Gedenken wurde 1993 ein Gymnasium in Sestao in Ángela Figuera Institutua umbenannt, Straßen in Bilbao, Vitoria, San Sebastián und Madrid sind nach ihr benannt.

## Werke
- Obras completas (= Poesía Hiperión. Band 102). Ediciones Hiperión S.L., Madrid 1986, ISBN 978-84-7517-196-8.

## Weitere Literatur
- María Bengoa: La Poeta Ángela Figuera (1902-1984). Bilbao Bizkaia Kutxa, Bilbao 2003, ISBN 978-84-8056-215-7 (spanisch).
- Carmen Ciria: Ángela Figuera Aymerich (Bilbao, 1902-Madrid,1984). In: Juan Antonio González Márquez (Hrsg.): El Instituto La Rábida: ciento cincuenta años de educación y cultura en Huelva. Diputación Provincial, Huelva 2007, ISBN 978-84-8163-427-3 (spanisch).
- Jo Evans: Moving Reflections: Gender, Faith and Aesthetics in the Work of Angela Figuera Aymerich. Tamesis Books, London 1996, ISBN 978-1-85566-046-5 (englisch).
- Jose Ramon Zabala und Pablo Gonzalez de Langarika: Angela Figuera Aymerich. Poesía entre la sombra y el barro (= Colección „Bilbaínos recuperados“). Muelle de Uribitarte, Bilbao 2012, ISBN 978-84-939946-2-4.